# (29954) 1999 JK89
A (29954) 1999 JK89 a Naprendszer kisbolygóövében található aszteroida. A LINEAR projekt keretében fedezték fel 1999. május 12-én.